# ثيودور بروس
ثيودور بروس (بالإنجليزية: Theodore Bruce)‏ هو جعتي ‏ ومصرفي ودلال وسياسي أسترالي وبريطاني (وحمل سابقاً جنسية المملكة المتحدة لبريطانيا العظمى وأيرلندا)، ولد في 5 أبريل 1847 في ليدز في المملكة المتحدة، وتوفي في 2 يوليو 1911.

## مناصب
- انتخب Mayor of Unley ‏ (1897 – ).
- انتخب Alderman of Corporation of the City of Adelaide ‏ وقد انضم خلال فترته النيابية ( – 1904)  للكتلة البرلمانية مستقل.
- انتخب Lord Mayor of Adelaide ‏ وقد انضم خلال فترته النيابية (1904 – 1907)  للكتلة البرلمانية مستقل.
- انتخب عضو مجلس جنوب أستراليا التشريعي عن دائرة Central District No. 1 (South Australian Legislative Council) [الإنجليزية]‏ وقد انضم خلال فترته النيابية (15 مايو 1909 – 1 يوليو 1911)  للكتلة البرلمانية مستقل.